# Benjamin Boukpeti
Benjamin Kudjow Thomas Boukpeti (* 4. srpna 1981 Lagny-sur-Marne, Francie) je tožský vodní slalomář, kajakář závodící v kategorii K1.
Letních olympijských her se poprvé zúčastnil v roce 2004, kdy na olympiádě v Athénách skončil na 18. místě. Na následujících olympijských hrách v Pekingu v roce 2008 vybojoval bronzovou medaili, historicky první olympijskou medaili pro Togo. Na Letních olympijských hrách 2012 skončil v závodě K1 desátý.